# Uku
Uku (nep. उकु) – gaun wikas samiti w zachodniej części Nepalu w strefie Mahakali w dystrykcie Darchula. Według nepalskiego spisu powszechnego z 2001 roku liczył on 668 gospodarstw domowych i 3931 mieszkańców (2054 kobiet i 1877 mężczyzn).